# Тайгове гірничопромислове управління та ВТТ Єнісейбуду
Тайгове гірничопромислове управління та ВТТ Єнісейбуду (рос. ТАЕЖНОЕ ГОРНОПРОМЫШЛЕННОЕ УПР. И ИТЛ ЕНИСЕЙСТРОЯ, ИТЛ п/я 55) — підрозділ системи виправно-трудових установ ГУЛАГ.
Час існування: організований 20.07.49;

закритий 16.10.51 (перетворений у ЛО п/я 55 з підпорядкуванням УИТЛ «ДС» ЕНИСЕЙСТРОЯ).

## Підпорядкування і дислокація
- Єнісейбуд МВС з 20.07.49 .

Дислокація: Красноярський край, Канський р-н, с. Тайгове ;

пос. Тайговий.

## Виконувані роботи
- обслуговування Тайгового гірничопром. упр. у складі Таракського комб., 8 копалень, 8 збагачувальних ф-к, 2-х дражних полігонів, доводочної ф-ки, 2 діючих ел.-ст.,
- буд-во Камалінської ел.-ст. (на ст. Камала Красноярської залізниці),
- обслуговування 3-х лісозаготівельних дільниць, лісозаводу, деревообробних майстерень, 3-х СМУ, радгоспу.

## Чисельність з/к
- штатна в 1949 р — 5000